# Junge Wege in Europa

Logo des Programms

Junge Wege in Europa ist ein Förderprogramm der Robert-Bosch-Stiftung und gehört zum Programmbereich Bildung und Gesellschaft. Das Programm fördert seit 1998 gemeinsame Projekte von Schüler- und Jugendgruppen aus Deutschland und Mittel-, Ost- und Südosteuropa. Der Zweck ist ausschließlich gemeinnützig. Mit der inhaltlichen Durchführung ist MitOst e.V. beauftragt.

## Entstehung
Seit 2003 wird das Programm von MitOst e.V. durchgeführt. Insgesamt wurden von der Robert-Bosch-Stiftung seit 1998 rund 600 Projekte mit insgesamt 5 Millionen Euro gefördert. Rund 21.000 Schüler und Jugendliche hatten über das Programm die Möglichkeit, sich intensiv kennenzulernen und auszutauschen.

## Ziele
Das Programm soll eigene Ideen, Interessen und Zukunftserwartungen in gemeinsamen Projekten verwirklichen. Ziel des Programms ist es, die heranwachsende Generation bei der Gestaltung eines gemeinsamen und partnerschaftlichen Europas zu unterstützen und zugleich an der gesellschaftspolitischen Bildung der europäischen Jugend mitzuwirken. Durch die Projekte sollen demokratische, zivilgesellschaftliche und/oder wirtschaftliche Kompetenzen von Jugendlichen gestärkt werden sowie Toleranz und der europäische Partnerschaftsgedanke gefördert werden.

## Themen
Die Themen können sich auf folgende Arbeitsfelder beziehen:
- Mitmachen
- Eigenes, Fremdes, Gemeinsames
- Jugend und Arbeitswelt
- Medien und Information
- Gemeinsames Europa
- Innovation und Experiment

Die letzte Kategorie ist für Projektteams gedacht, die neue methodische Herangehensweisen erproben und/oder zukunftsweisende inhaltliche Impulse geben.
Die bisher geförderten Projekte zeigen, dass der Kreativität und Phantasie der Jugendlichen bei der Ausgestaltung ihres Projekts keine Grenzen gesetzt sind. Ob Theater, ökologische Projekte oder Spurensuche in der Vergangenheit – die Entscheidung für ein Thema liegt bei den Jugendlichen selbst.

## Art der Förderung
Die Projekte werden finanziell unterstützt und die Projektteams bei einer mehrtägigen „Werkstatt“, zu der auch Jugendliche eingeladen sind, beraten und qualifiziert.
Fördermittel können beantragt werden für:
- Vor- und Nachbereitungstreffen
- Reisekosten
- Aufenthaltskosten (inkl. Notwendiger Versicherungen, Eintrittsgelder etc.)
- Projektdurchführungskosten (z. B. für Arbeitsmaterial)

Eine angemessene Eigenbeteiligung der Teilnehmer wird vorausgesetzt, die Einwerbung von Drittmitteln ist erwünscht.

## Wer kann sich bewerben?
Schüler- und Jugendgruppen mit ihren Betreuern aus Deutschland, Albanien, Belarus, Bosnien-Herzegowina, Bulgarien, Estland, Kroatien, Lettland, Litauen, Mazedonien, Moldawien, Montenegro, Polen, Rumänien, Russland, Serbien, Slowakei, Slowenien, Tschechien, Ukraine und Ungarn.
Gruppen aus einem dritten europäischen Land können als Projektpartner mit einbezogen werden, wobei jedoch höchstens drei Partnergruppen am Projekt beteiligt sein dürfen. Das Alter der Projektteilnehmer sollte zwischen 13 und 21 Jahren liegen.

## Voraussetzungen
- Die Partner müssen sich vor einer Bewerbung um eine Förderung schon kennen
- Ein Vor- und Nachbereitungstreffen begleiten das Projekt
- Die Begegnung dauert mindestens zehn Tage, davon sind mindestens vier Tage für die Projektarbeit vorgesehen
- Die Projektpartner beschäftigen sich vorab mit Sprache, Land und Kultur des Partnerlandes
- Das Kennenlernen sollte durch einen längeren Aufenthalt bei einer Gastfamilie (z. B. am Wochenende) intensiviert werden
- Das Projekt führt zu einem praktischen, vorzeigbaren Ergebnis, das in der Öffentlichkeit präsentiert wird

## Bewerbung
Der Förderwettbewerb wird zweimal im Jahr, jeweils zum 15. Dezember und zum 15. Januar ausgeschrieben. Der aktuelle Ausschreibungstext wird per Post und per Mail an verschiedene Institutionen im Bereich Schule/Jugendarbeit verschickt und steht zudem auf der Homepage von Junge Wege in Europa. Dort können sich alle Interessierten auch in einen Verteiler eintragen, um über die neusten Ausschreibungen informiert zu werden.
Zu einer vollständigen Bewerbung gehören ein Projektplan sowie detaillierte Kosten- und Finanzierungspläne für Vor- und Nachbereitungstreffen sowie für die Begegnungen selbst.
Die Auswahl trifft eine international besetzte Kommission, die sich aus verschiedenen Bereichen von Bildung, Schule und Jugendarbeit zusammensetzt.

## Auszeichnung
Die besten Projekte eines Jahrgangs werden ausgezeichnet. Die Preisträger werden nach Berlin eingeladen, um an einem Seminar teilzunehmen, in dessen Mittelpunkt eine Festveranstaltung steht.